# Episodi di Zombies: La serie
La prima stagione della serie animata Zombies:La serie è stata trasmessa negli Stati Uniti su Disney Channel dal 28 giugno al 7 dicembre 2024. In Italia arriverà prossimamente su Disney +.
| nº | Titolo originale                 | Titolo italiano | Prima TV USA     | Prima TV Italia |  |
| -- | -------------------------------- | --------------- | ---------------- | --------------- |  |
| 1  | Re-Senior Year                   |                 | 28 giugno 2024   | 2025            |  |
| 1  | I Scream Zoda                    |                 | 28 giugno 2024   | 2025            |  |
| 2  | Rage Against the Vending Machine |                 | 28 giugno 2024   | 2025            |  |
| 2  | Young, Wild, and Free Period     |                 | 28 giugno 2024   | 2025            |  |
| 3  | These Boots Were Made for Willa  |                 | 6 luglio 2024    | 2025            |  |
| 3  | Double Troubled                  |                 | 6 luglio 2024    | 2025            |  |
| 4  | Alien vs. Shredator              |                 | 6 luglio 2024    | 2025            |  |
| 4  | A Wyatt Place                    |                 | 6 luglio 2024    | 2025            |  |
| 5  | Invasion of the Bucky Snatchers  |                 | 13 luglio 2024   | 2025            |  |
| 5  | The Dining                       |                 | 13 luglio 2024   | 2025            |  |
| 6  | Training Dae                     |                 | 13 luglio 2024   | 2025            |  |
| 6  | Youngins & Dragons               |                 | 13 luglio 2024   | 2025            |  |
| 7  | Foul Play                        |                 | 20 luglio 2024   | 2025            |  |
| 7  | Catch Meat If You Can            |                 | 20 luglio 2024   | 2025            |  |
| 8  | When Bucky Met Barky             |                 | 20 luglio 2024   | 2025            |  |
| 8  | The More, The Burier             |                 | 20 luglio 2024   | 2025            |  |
| 9  | No Woman BFF'd Behind            |                 | 27 luglio 2024   | 2025            |  |
| 9  | Pet Peeves                       |                 | 27 luglio 2024   | 2025            |  |
| 10 | Something to Tok About           |                 | 27 luglio 2024   | 2025            |  |
| 10 | Last Fan Standing                |                 | 27 luglio 2024   | 2025            |  |
| 11 | Reality Check, Please!           |                 | 3 agosto 2024    | 2025            |  |
| 11 | Their Guy Sasquatch              |                 | 3 agosto 2024    | 2025            |  |
| 12 | Screambrook                      |                 | 5 ottobre 2024   | 2025            |  |
| 13 | The Return of the Living Zed     |                 | 12 ottobre 2024  | 2025            |  |
| 13 | Paint It Blech                   |                 | 12 ottobre 2024  | 2025            |  |
| 14 | The Dark Side of the Moonies     |                 | 19 ottobre 2024  | 2025            |  |
| 14 | AWOOtiful Mind                   |                 | 19 ottobre 2024  | 2025            |  |
| 15 | Teeny Witch                      |                 | 26 ottobre 2024  | 2025            |  |
| 15 | The Hunter Games                 |                 | 26 ottobre 2024  | 2025            |  |
| 16 | A Fridge Too Far                 |                 | 2 novembre 2024  | 2025            |  |
| 16 | The Ter-meh-nator                |                 | 2 novembre 2024  | 2025            |  |
| 17 | Waved and Confused               |                 | 9 novembre 2024  | 2025            |  |
| 17 | Abandon Zip                      |                 | 9 novembre 2024  | 2025            |  |
| 18 | Crazy, Stupid, Crush             |                 | 16 novembre 2024 | 2025            |  |
| 18 | Ready Player                     |                 | 16 novembre 2024 | 2025            |  |
| 19 | I Wanna Dance with SomeZombie    |                 | 23 novembre 2024 | 2025            |  |
| 20 | Santler Claws is Comin’ to Town  |                 | 7 dicembre 2024  | 2025            |  |